# Боулдер-Джанкшен (переписна місцевість, Вісконсин)
Боулдер-Джанкшен (англ. Boulder Junction) — переписна місцевість (CDP) в США, в окрузі Вілас штату Вісконсин. Населення — 179 осіб (2020).

## Географія
Боулдер-Джанкшен розташований за координатами 46°6′45″ пн. ш. 89°38′42″ зх. д. / 46.11250° пн. ш. 89.64500° зх. д. (46.112592, -89.645104).  За даними Бюро перепису населення США в 2010 році переписна місцевість мала площу 2,97 км², уся площа — суходіл.

## Демографія
Згідно з переписом 2010 року, у переписній місцевості мешкали 183 особи в 87 домогосподарствах у складі 49 родин. Густота населення становила 62 особи/км².  Було 178 помешкань (60/км²).
Расовий склад населення:
| - 97,8 % — білих - 0,5 % — азіатів |

До двох чи більше рас належало 1,6 %. Частка іспаномовних становила 1,6 % від усіх жителів.
За віковим діапазоном населення розподілялося таким чином: 14,2 % — особи молодші 18 років, 49,2 % — особи у віці 18—64 років, 36,6 % — особи у віці 65 років та старші. Медіана віку мешканця становила 55,5 року. На 100 осіб жіночої статі у переписній місцевості припадало 110,3 чоловіків;  на 100 жінок у віці від 18 років та старших — 109,3 чоловіків також старших 18 років.
Середній дохід на одне домашнє господарство  становив 65 857 доларів США (медіана — 51 750), а середній дохід на одну сім'ю — 77 449 доларів (медіана — 56 250). За межею бідності перебувало 14,6 % осіб, у тому числі 100,0 % дітей у віці до 18 років та 4,4 % осіб у віці 65 років та старших.
Цивільне працевлаштоване населення становило 46 осіб. Основні галузі зайнятості: роздрібна торгівля — 32,6 %, мистецтво, розваги та відпочинок — 21,7 %, будівництво — 17,4 %.